# Berndt-Ulrich Scholz
Berndt-Ulrich Scholz (* 17. Oktober 1939 in Glogau, Provinz Schlesien) ist ein deutscher Unternehmer und Fußballfunktionär. Von 1999 bis 2013 war er Vorstandsvorsitzender der Scholz AG.

## Leben und Wirken
Berndt-Ulrich Scholz wurde 1939 als Sohn des Unternehmers Carl-Heinz Scholz im niederschlesischen Glogau geboren. Nach der Vertreibung nach dem Zweiten Weltkrieg zog die Familie zunächst nach Heilbronn, später nach Aalen. Nach dem Besuch der Volksschule absolvierte er ab 1954 im elterlichen Schrotthandelsunternehmen C.-H. Scholz KG, heute Scholz Holding, eine Ausbildung zum Großhandelskaufmann.
1967 wurde Scholz zum geschäftsführenden Komplementär der Scholz KG ernannt und etablierte sich mit dem Unternehmen in den folgenden Jahren auf dem internationalen Markt. Mit der Änderung der Gesellschaftsform in eine Aktiengesellschaft übernahm Scholz 1999 das Amt des Vorstandsvorsitzenden, das 2013 seinem Sohn Oliver übertragen wurde. Im Jahre 2014 schied Scholz ganz aus der Geschäftsführung des Familienunternehmens aus, steht diesem aber weiterhin beratend zur Seite.
Seit 2006 ist Scholz Ehrensenator der Hochschule Aalen. An der Universität Ulm stiftete er 2013 eine W3-Professur für Kinderurologie.

## Funktionärstätigkeit beim VfR Aalen
1996 wurde Berndt-Ulrich Scholz Mitglied im Verwaltungsrat des damals viertklassigen VfR Aalen, der 1999 in die dritte Liga aufstieg. Im Jahr 2000 rückte er ins Präsidium des Vereins auf.
Am 20. März 2003 wurde Scholz zum Präsidenten gewählt, womit er seinen Vorgänger Johannes Moser ablöste. In Scholz' Amtszeit gelang es dem VfR Aalen, sich im Profifußball zu etablieren und 2012 in die 2. Bundesliga aufzusteigen, in der die Mannschaft bis zu ihrem Abstieg 2015 spielte. Nach dem Ausstieg des damaligen Hauptsponsors Imtech 2013 geriet der VfR in einen finanzielle Schieflage, die Scholz immer wieder durch Bürgschaften zu regulieren versuchte. Nach dem Abstieg in die 3. Liga im Sommer 2015 versprach Berndt-Ulrich Scholz den VfR Aalen schuldenfrei zu stellen, um einen wirtschaftlichen und sportlichen Neuanfang zu ermöglichen.
Nach 13-jähriger Amtszeit legte Scholz zum 30. Juni 2016 sein Amt nieder.

## Auszeichnungen
Anlässlich seines 65. Geburtstages wurde Berndt-Ulrich Scholz 2004 das Bundesverdienstkreuz am Bande verliehen. Außerdem ist er Träger der Staufermedaille, sowie der Wirtschaftsmedaille des Landes Baden-Württemberg.
Im Bereich des Sports erhielt er 2012 für seine Verdienste um den VfR Aalen die Ehrennadel des Württembergischen Fußballverbands.